# Куманица (пещера)
Вижте пояснителната страница за други значения на Куманица.
Куманица е пещера в Стара планина, България (община Троян).

## Местоположение
Намира се в източния дял на Троянския балкан в резерват „Стенето“ – на левия бряг на река Куманица, в най-тясната и живописна част на каньона, над красивия водопад Големия казан.

## Описание
Първото проникване и картиране на пещерата е направено през 1962 г. от пещерняци от софийския Студентски пещерен клуб „Академик“, като проучването ѝ продължава и до днес. Общата дължина на галериите е 1656 м, а денивелацията – 104 м. Входът на пещерата е разположен едва метър над нивото на реката и е с размери 2,5 х 2,5 м. През пролетта, когато се топят снеговете или при проливни дъждове, проникването е невъзможно, защото част от огромното количество вода, която протича през каньона, влиза през него и през други по-малки губилища.
През двете основни галерии на пещерата протичат реки, които се сливат. Тази, която започва от входа, при сухо време е малка, а може даже и да пресъхне. Вътрешната река, която идва от сифона, е голяма – с дебит около 300- 400 л/сек и се предполага, че една част от основните ѝ води идват от масива (вероятно „Поин дол“), а друга част – от по-горни губилища на река Куманица. При повече вода праговете дори и в началото на пещерата се превръщат в трудни за преминаване водопади. Има и горен етаж, който все още не е напълно проучен. Основното ѝ развитие следва пътя на подземните реки и ни превежда през прагове, водопади, големи зали, галерии, обкичени с чудно красиви образувания – натеци, драперии, сталактити, сталагмити, сталактони, синтрови езера и прегради. На много места галерията се раздвоява – едната, изпълнена с красиви образувания, а другата – почти изцяло от водите на подземната река. Основната галерия завършва с дълбоко езеро и сифон. Водите на пещерата излизат през карстовия извор Куманица на около 4 км от входа ѝ. Те са каптирани и водоснабдяват Плевен, Ловеч и Троян. Куманица все още не е проучена напълно и не е изцяло установен пътят на основната подземна река и на някои от притоците ѝ.
Допуска се изследване от спелеолози и то само след предварително съгласуване с МОСВ и Дирекцията на Национален парк „Централен Балкан“. Нарушителите подлежат на санкции, още повече, че пещерата попада в санитарно-охранителната зона на извора, използван за водоснабдяване на няколко големи населени места.